# Phostria unitinctalis
Phostria unitinctalis là một loài bướm đêm trong họ Crambidae.